# Honda HR-V
Honda HR-V (Hi-rider Revolutionary Vehicle) — мини-кроссовер компании Honda, дебютировавший в 1998 году. Дизайн экстерьера 5-дверного автомобиля отличается оригинальным исполнением передней части кузова, мощными крыльями, «острой» линией боковых окон.
Автомобиль выпускался в передне- или полноприводном (4WD Real Time с двойным насосом) варианте. Оснащался 5-ступенчатой механической коробкой передач или фирменной трансмиссией Honda под названием Multi Matic S. На HR-V устанавливались 2 типа двигателя серии LEV: 1.6-литровые рядные 4-цилиндровые 16-клапанные SOHC и SOHC VTEC.

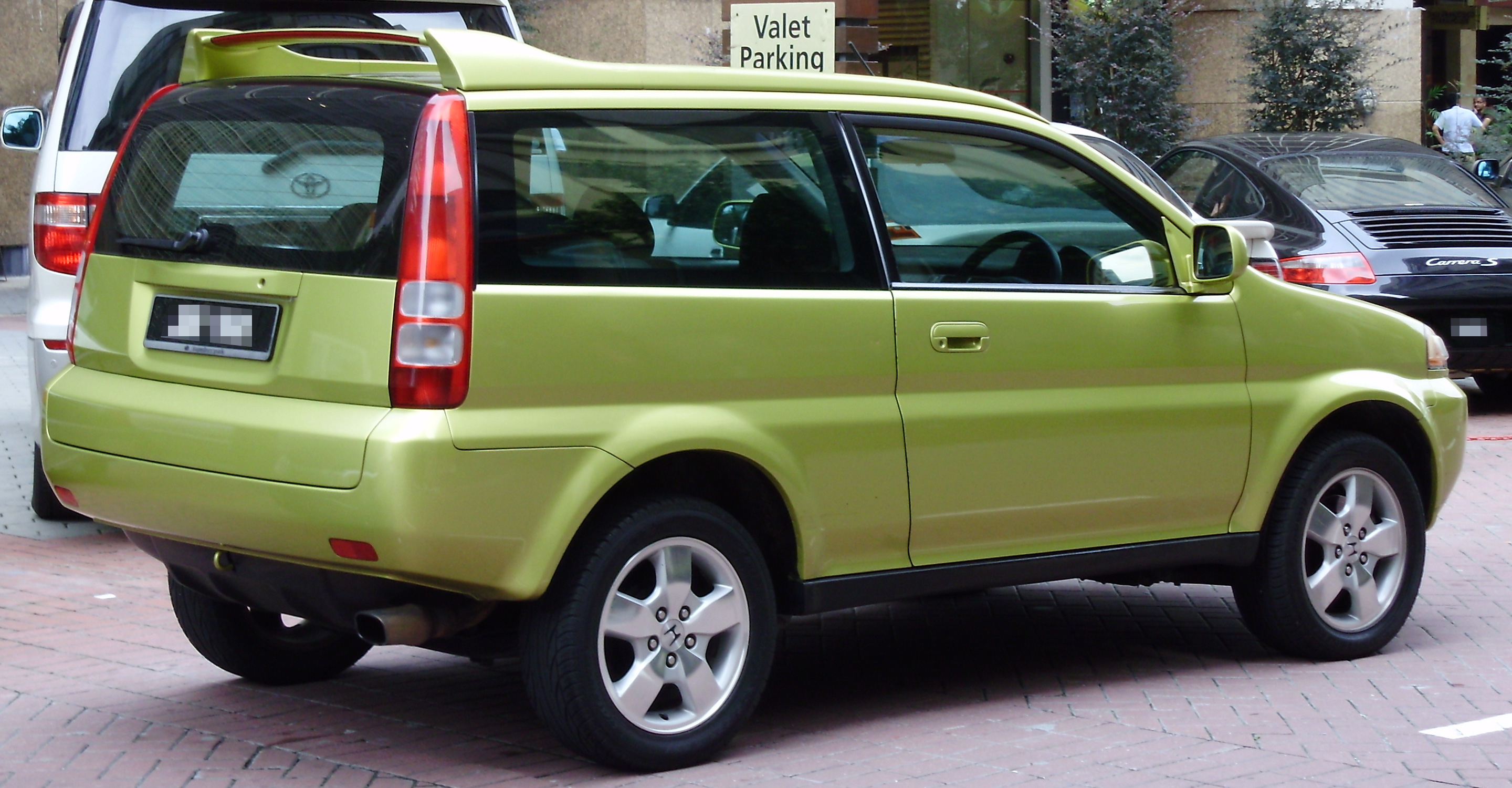
1998 Honda HR-V

В 1998 году был начат выпуск версии с трёхдверным кузовом. Автомобиль оснащался двигателем объёмом 1,6 литра мощностью 105 л.с. На выбор предлагались пятиступенчатая механическая коробка передач либо клиноременный вариатор. Машина могла быть как переднеприводной, так и с приводом на все колёса. Для передачи крутящего момента на задние колёса служила система DPS.
В 1999 году появился пятидверный вариант. Двигатель мог теперь по выбору оснащаться системой VTEC и иметь мощность 125 л.с. В 2001 году HR-V претерпел лёгкий рестайлинг, коснувшийся некоторых элементов внешней и внутренней отделки. В 2003 году с производства была снята трёхдверная версия. В 2006 году выпуск модели был прекращён.

## Второе поколение
С 2015 года выпускается второе поколение HR-V и продаётся на рынках Северной и Южной Америки, Азии, Европы. В Японии эта модель называется Vezel, в Китае — XR-V. Автомобиль создан на платформе компактного хетчбэка Honda Fit с растянутой колёсной базой. Honda HR-V для европейского рынка оснащается бензиновым мотором i-VTEC объёмом 1,5 л (130 л. с.) или турбодизелем i-DTEC объёмом 1,6 литра (120 л. с.). На американскую версию ставят бензиновый 1,8-литровый двигатель (141 л. с.). Автомобиль предлагается как с 6-ступенчатой механической коробкой передач, так и с вариатором. Привод может быть передним или полным.
В 2019 году произошло обновление второго поколения Honda HR-V. Главным образом изменения коснулись передней части автомобиля. Также автомобиль получил инновационную систему Magic Seat.

## Honda HR-V Sport
Компания Honda объявила о старте продаж в Европе обновлённого кроссовера Honda HR-V 2019 модельного года в Sport-версии. Основным стал мотор объёмом 1,5 л (130 л. с.), версии для США или Австралии имеют «четвёрку» 1,8 л (141 л. с.), для Японии — гибридные варианты объёмом 1,5 л и 30-сильным электромотором. Для европейского рынка автомобиль оснастили 1,5-литровым 182-сильным бензиновым двигателем VTEC TURBO от Honda Civic в сочетании с 6-ступенчатой механикой или 7-ступенчатым автоматом CVT. Модель получила технологию Performance Damper — демпфирующая система, интегрированная в переднюю и заднюю части автомобиля, нейтрализует боковые смещения в шасси.

## Третье поколение
Третье поколение HR-V разделено на две разные модели для разных рынков. Глобальная модель (с кодом модели «RV») была впервые представлена в 2021 году и производится в Японии, Таиланде, Индонезии, Малайзии, Бразилии, Тайване, Китае и Пакистане, а также продается в Европе. Североамериканский рынок получил другую и более крупную модель (с кодом модели «RZ»), которая, как утверждается, «отвечает особым потребностям клиентов из США» и продается за пределами Северной Америки как Honda ZR-V.

### Глобальная версия (RV; 2021)
Второе поколение Vezel/третье поколение HR-V для рынков за пределами Северной Америки было представлено в Японии 18 февраля 2021 года.  Продажи в Японии начались 22 апреля 2021 года, и в тот же день была представлена европейская спецификация HR-V.  Модель Vezel e:HEV для японского рынка получает 1,5-литровый бензиновый двигатель мощностью 78 кВт (105 л. с.), соединенный с электродвигателем для совокупной мощности 96 кВт (129 л. с.) от 4000 до 8000 об/мин. Базовый Vezel G получает обычный 1,5-литровый бензиновый двигатель мощностью 87 кВт (117 л. с.) при 6600 об/мин.  На европейском рынке HR-V доступен только с гибридной силовой установкой.
Согласно спецификациям, выпущенным для австралийского рынка, объем багажника меньше, чем у предшественника, и составляет 304 литра (10,7 куб. фута) при сложенных задних сиденьях и 1274 литра (45,0 куб. фута) при сложенных задних сиденьях с использованием измерения VDA , что меньше, чем 437 литров (15,4 куб. фута) и 1462 литров (51,6 куб. фута) соответственно.
Обновленная модель была представлена 14 марта 2024 года.